# 港尾镇
港尾镇是中华人民共和国福建省漳州市龙海区下辖的一个乡镇级行政单位。

## 行政区划
港尾镇下辖以下地区：
梅市社区、汤头村、东坑村、古城村、省山村、石埠村、上午村、梅市村、城外村、格林村、沙坛村、考后村、卓崎村、斗美村、深沃村和浯屿村。

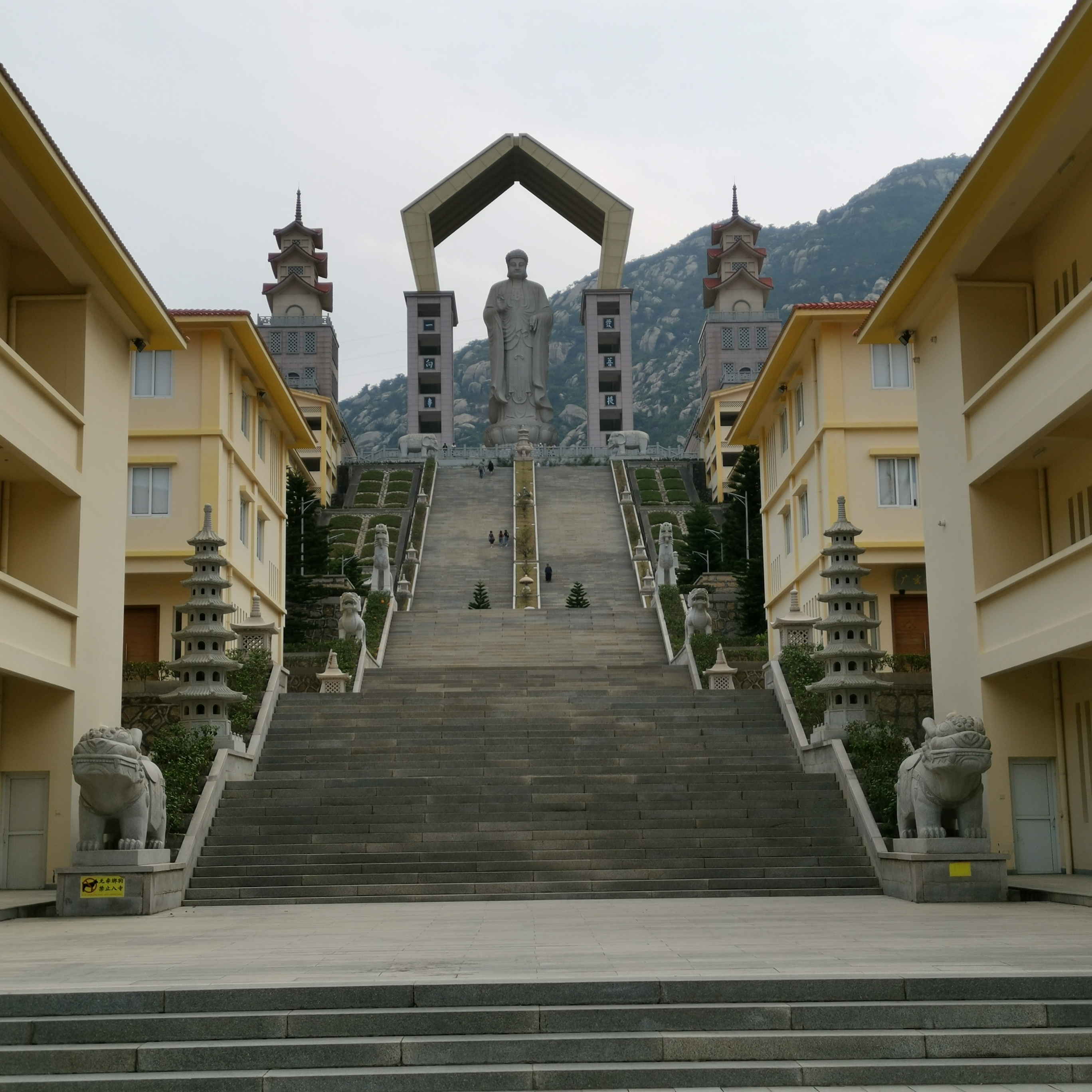
卓岐村普照禅寺
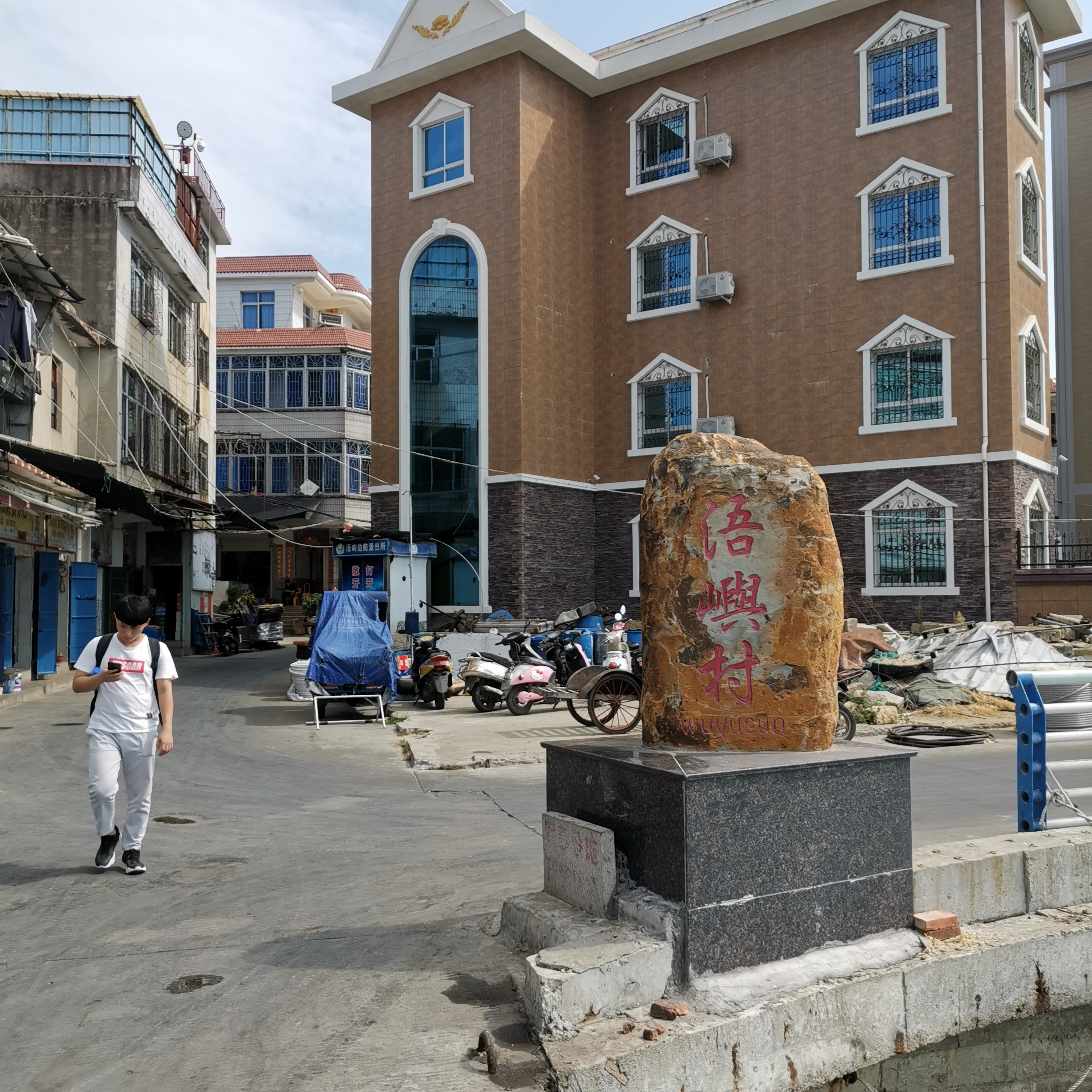
浯屿村
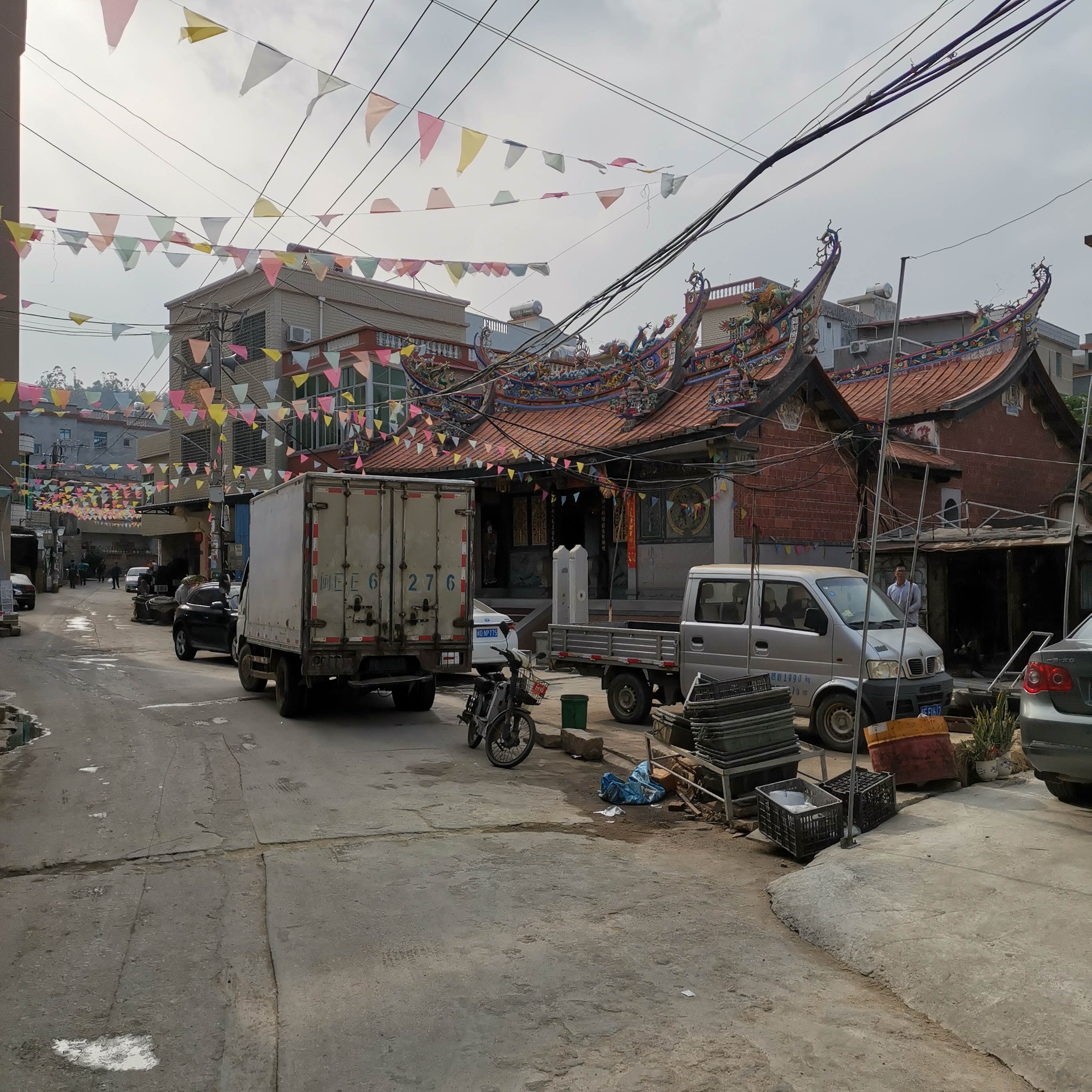
斗美村